# باشگاه موسیقی شب سه‌شنبه
باشگاه موسیقی شب سه‌شنبه (به انگلیسی: Tuesday Night Music Club) نخستین آلبوم از خواننده-ترانه‌پرداز اهل ایالات متحده آمریکا، شریل کرو است که در ۳ اوت ۱۹۹۳ میلادی منتشر شد. با وجود آنکه نخستین تک‌آهنگ آلبوم تا حدودی ناموفق بود، پس از انتشار تک‌آهنگ دوم، «همهٔ آنچه که می‌خواهم انجام دهم»، توجه‌ها به آلبوم جلب شد و به جایگاه سوم جدول بیلبورد ۲۰۰ آمریکا صعود کرد.
باشگاه موسیقی شب سه‌شنبه تاکنون بیش از ۵٫۳ میلیون نسخه در ایالات متحده فروش داشته است. در بریتانیا نیز دو گواهی پلاتینی دریافت کرده است.
نام باشگاه موسیقی شب سه‌شنبه در کتاب ۱۰۰۱ آلبومی که باید پیش از مرگ بشنوید آمده است.